# Мамлютська міська адміністрація
Мамлю́тська міська адміністрація (каз. Мамлют қаласы әкімдігі, рос. Мамлютская городская администрация) — адміністративна одиниця у складі Мамлютського району Північноказахстанської області Казахстану. Адміністративний центр та єдиний населений пункт — місто Мамлютка.
Населення — 7116 осіб (2021; 7478 у 2009, 9108 у 1999, 11539 у 1989).
Станом на 1989 рік існувала Мамлютська міська рада (місто Мамлютка).